# Восточный мост (Москва)
Восто́чный мост — автомобильный мост в Москве через Сходненский деривационный канал. Построен в 1937 году. По мосту проходит улица Свободы.
Кроме автомобильного, по мосту осуществляется трамвайное движение.

## История

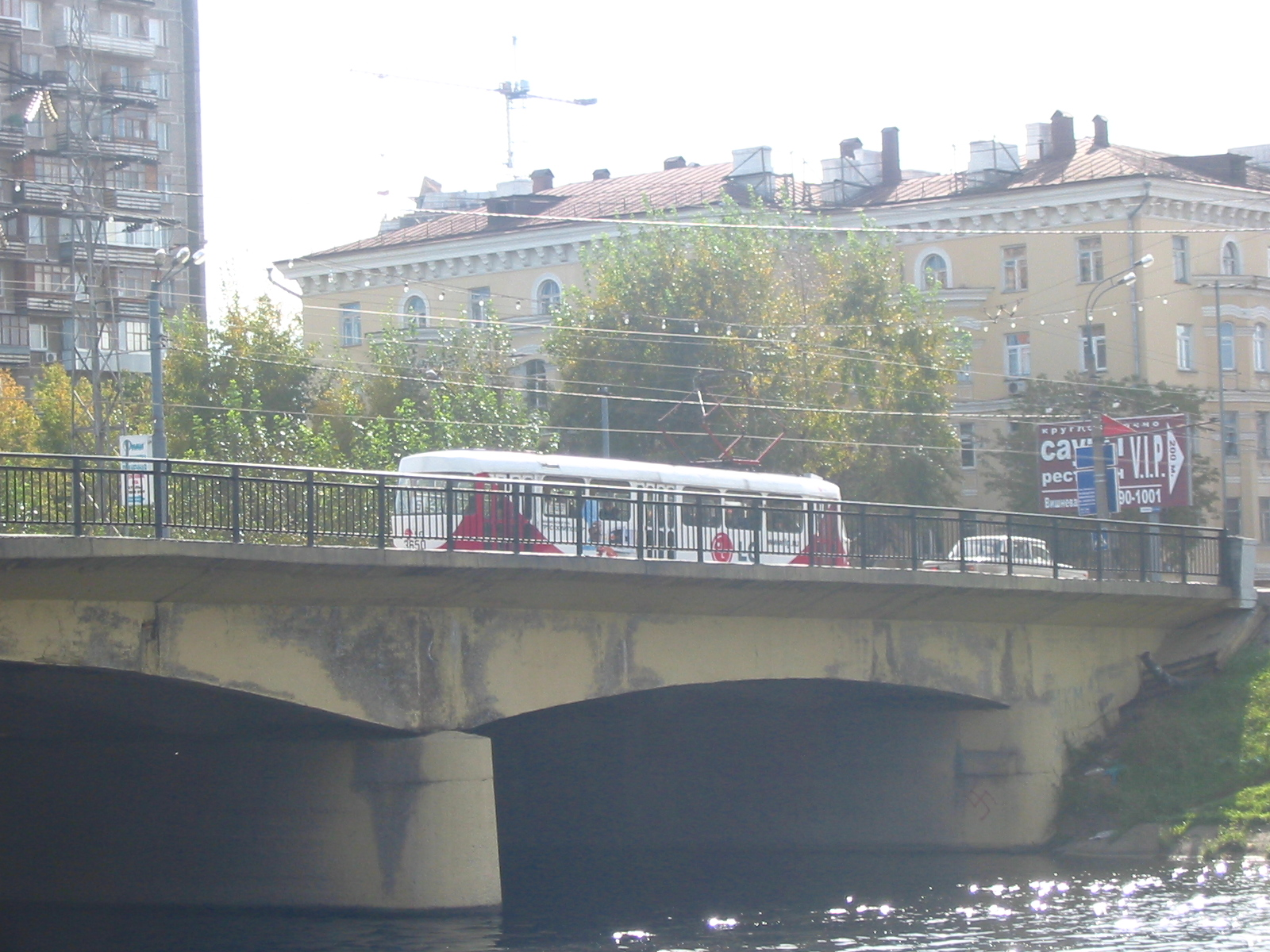
Восточный мост в 2003 году

Сооружён в 1937 году через деривационный канал между Химкинским водохранилищем и рекой Сходней на трассе ул. Свободы. В 1945 году по мосту начал ходить трамвай, а в 1976 году — троллейбус (до 2020).
В 2009 году проведена реконструкция моста.

## Происхождение названия
Мост назван по расположению в восточной части Сходненского деривационного канала. Западнее расположен Западный мост.